# ألبرت مكدونالد
ألبرت مكدونالد (بالإنجليزية: Albert McDonald)‏ هو سياسي أمريكي، ولد في 1931، وتوفي في 6 يوليو 2014. حزبياً، نشط في الحزب الديمقراطي.